# 和知鷹二

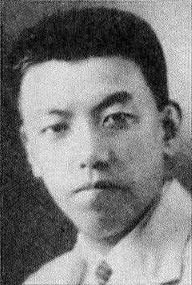
和知鷹二

和知鷹二（1893年2月1日—1978年10月30日），日本陆军军人。最终阶级是陆军中将。本人是日本陆军中重视北进的人物,主张对中国政权采取怀柔策略，多次策划与中国领导人蒋中正进行的中日秘密和谈。 日本四大特务机关之一兰机关头目。 為第十四任台灣軍參謀長，是臺灣軍事之中重要的一職，於台灣日治時期替台灣軍協助軍事發展，專責管理台灣軍。他的任期為1941年3月—1942年2月。

## 年表
- 1914年（大正3年）  5月28日 日本陸軍士官學校畢業，陸士26期
- 1922年（大正11年） 11月29日 日本陸軍大學校畢業，陸大34期
- 1941年（昭和16年） 3月1日 台灣軍參謀長兼研究部長
- 1942年（昭和17年） 2月20日 第14軍參謀長
- 1944年（昭和19年） 11月14日 第35軍參謀長